# استخوان میان‌گیجگاهی

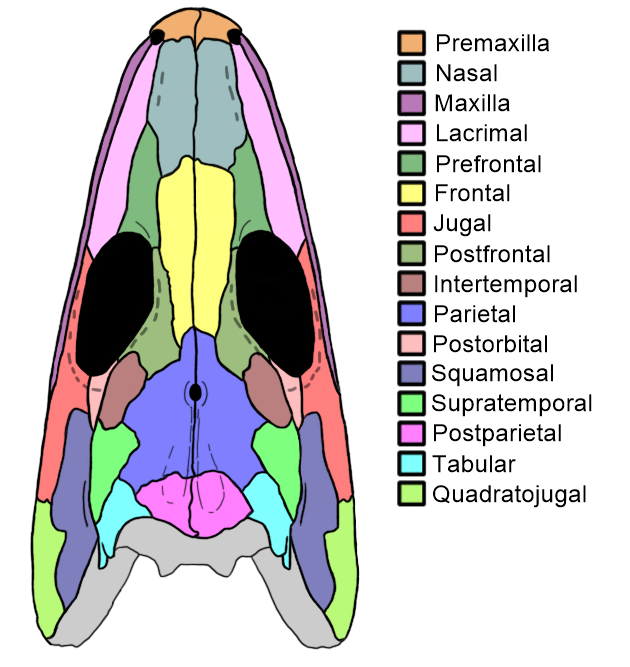
جمجمه Proterogyrinus، یک embolomere که دارای استخوان بین گیجگاهی (به رنگ شرابی) است.

استخوان میان‌گیجگاهی (انگلیسی: Intertemporal bone یک استخوان جفت جمجمه است که در برخی گوشتی‌بالگان (ماهی‌های باله‌گوشتی) و دوزیستان منقرض‌شده چهاراندامان وجود دارد. این استخوان در قسمت پشتی جمجمه، پشت چشم‌ها قرار دارد.
بسیاری از تبارهای مهره‌داران چهاراندام ("چهاراندامان" به معنای وسیع) استخوان بین گیجگاهی را از دست داده‌اند. این موارد شامل آکانتوستگا، ایکتیوستگا، colosteids (به جز یک استخوان میان‌گیجگاهی وستیجیال در Greererpeton), سراسرخاینده‌ریختان، پوک‌مهرگان، و آب‌پرده‌داران می‌شود. نرم‌دوزیستان (یعنی دوزیستان امروزی مانند قورباغه‌ها، سمندرها، و برهنه‌ماران‌ها) نیز فاقد استخوان میان‌گیجگاهی هستند. بیشتر بریده‌مهرگان فاقد استخوان میان‌گیجگاهی هستند، اگرچه چندین گروه اولیه مانند edopoids، دویناخزندگان، و گونه‌های ابتدایی دیگر این استخوان را حفظ کرده‌اند.
گروه‌های چهاراندامی که دارای استخوان میان‌گیجگاهی هستند، معمولاً آن را در تماس با استخوان آهیانه در امتداد لبه داخلی خود، استخوان‌های پساپیشانی (postfrontal) و  استخوان پساچشمخانه‌ای (postorbital) در امتداد لبه جلویی و/یا بیرونی خود، و استخوان بالاگیجگاهی در امتداد لبه عقبی خود دارند. به ندرت، استخوان میان‌گیجگاهی ممکن است در نقطه‌ای بین تماس آن با استخوان پس‌کاسه‌چشمی و بالاگیجگاهی با استخوان صدفی نیز تماس داشته باشد. هنگامی که استخوان بین گیجگاهی از بین می‌رود، یا استخوان‌های پساپیشانی و بالاگیجگاهی دراز می‌شوند تا با یکدیگر تماس پیدا کنند (یا در صورت از بین رفتن استخوان بالاگیجگاهی با استخوان تخت)، یا آهیانه پهن می‌شود تا با استخوان پساچشمخانه‌ای تماس پیدا کند.
پیشنهاد شده است که استخوان بین گیجگاهی با صفحه پساچشمخانه‌ای تخته‌پوستان و استخوان درموسفنوتیک پرتوبالگان (ماهی‌های باله‌شعاعی) همساخت است.